# Пенс Гроув (Њу Џерзи)
Пенс Гроув (енгл. Penns Grove) град је у америчкој савезној држави Њу Џерзи.

## Демографија
По попису из 2010. године број становника је 5.147, што је 261 (5,3%) становника више него 2000. године.
| Група             | 2000.         | 2010.         |
| Белци             | 2.101 (43,0%) | 1.570 (30,5%) |
| Афроамериканци    | 1.942 (39,7%) | 2.047 (39,8%) |
| Азијати           | 14 (0,3%)     | 25 (0,5%)     |
| Хиспаноамериканци | 845 (17,3%)   | 1.455 (28,3%) |
| Укупно            | 4.886         | 5.147         |